# Alvania scrobiculata
Alvania scrobiculata là một loài ốc biển nhỏ, marine động vật chân bụng động vật thân mềm trong họ Rissoidae.

## Phân bố
- vùng biển Châu Âu[1]
- North West Atlantic[1]

## Miêu tả
Độ dài vỏ lớn nhất ghi nhận được là 3.4 mm.

## Môi trường sống
Độ sâu nhỏ nhất ghi nhận được là 22 m. Độ sâu lớn nhất ghi nhận được là 574 m.